# Mary Halfkath
Mary Halfkath (* 1939 in Langen Trechow) ist eine deutsche Schlagersängerin.

## Leben
Mary Halfkath wurde 1939 in Langen Trechow im heutigen Amt Bützow-Land geboren. Während ihrer Schulzeit wurde sie Kreis- und Bezirksmeisterin im Turnen. Als Teenager begann sie Akkordeon und Mandoline zu spielen und besuchte später die Volksmusikschule. Sie erlernte bis 1958 den Beruf der Heim- und Horterzieherin für schwer erziehbare Kinder in Bad Frankenhausen. Auf eine Annonce in der "Melodie & Rhythmus" hin meldete sie sich ohne Wissen ihrer Eltern zur Gesangsausbildung beim Nachwuchsstudio des Berliner Rundfunks an. Sie wurde genommen und die umfassende Ausbildung begann bereits 1959. Auf Einladung von Klaus Hugo kam sie zu Aufnahmen in das Funkhaus und gab ihr Debüt mit den Kompositionen Seit gestern und In eins, zwei, drei, vier Jahren. Weitere Rundfunkaufnahmen, und Produktionen bei Amiga folgten. Im Februar 1962 sang sie im Fernsehen Was kann ich denn dafür.
Bis Ende der 60er-Jahre gehörte sie zu den bekanntesten und beliebtesten Schlagerinterpretinnen der DDR. Mit dem Orchester Fips Fleischer tourte sie mehrmals durch Rumänien und mit Eberhard Cohrs ging sie 1963 auf DDR-Tournee. Heute lebt sie in Berlin.

## Diskografie (Auswahl)
- 1988 Aufzählung
- 1988 Dann sing doch
- 1988 De Appelboom
- 1965 Fernandos Pferd
- 1965 Das ist die Tiger-Jolly
- 1964 Die letzte Affäre von Jim
- 1963 Der alte Hut von Jerry Flynn
- 1963 Mit "he, he, he" ruft man keine Mädchen
- 1962 Die ganze Straße kann nicht schlafen
- 1962 Ich kann lieben, wen ich will
- 1962 Ich knalle in der Gegend rum
- 1962 Im Basar von Aladin
- 1963 Immer wieder ruf´ ich bei dir an
- 1962 Sei ein Mann
- 1962 Was kann ich denn dafür
- 1962 Weil Katasnuf ein Fakir ist
- 1962 Zu Haus bei Wilhelmina